# R.E.M.
För andra betydelser, se REM.
R.E.M. var en amerikansk rockgrupp som bildades 1980 i Athens, Georgia av Michael Stipe (sångare), Bill Berry (trummor, lämnade bandet 1997), Peter Buck (gitarr) och Mike Mills (bas). Under 1980-talet fick bandet en växande kultstatus, mycket tack vare Stipes texter och gruppens musik. I början av 1990-talet var R.E.M. ett av världens populäraste och mest respekterade och inflytelserika band. Sedan 2007 är de invalda i Rock and Roll Hall of Fame.
Gruppen splittrades 2011 efter 31 år tillsammans.

## Historia

### Bildande (1980–1982)
I januari 1980 träffades sångaren Michael Stipe, 20 år, och gitarristen Peter Buck, 23 år vid University of Georgia i Athens, Georgia och upptäckte att de hade liknande musiksmak och började musicera tillsammans. Snart träffade de även på basisten Mike Mills och trummisen Bill Berry, båda 21 år gamla. I april 1980 bildade de ett band, som enligt vissa uppgifter ursprungligen hade namnet Twisted Kites, för att spela på en väns tjugoårsfest den 5 april 1980. Framåt sommaren hade de enats om namnet R.E.M. efter att planlöst bläddrat i ordboken. (Uppgiften om att R.E.M. står för Rapid Eye Movement är således korrekt vad gäller förkortningen, men inte vad gäller bandnamnet. Med undantag för några enstaka konsertposter 1980–1981 har man heller aldrig själva använt beteckningen "Rapid Eye Movement".) Vid ungefär samma tid träffade de Jefferson Holt som senare kom att bli deras manager, efter att ha sett deras första konsert utanför staten Georgia, närmare bestämt i North Carolina. Slutligen hoppade medlemmarna av skolan för att koncentrera sig på musiken.
Under de följande arton månaderna turnerade R.E.M. över hela södern med en repertoar av garagecovers (inklusive bland annat turnékompisarna Mission of Burmas singel från 1979, "Academy Fight Song") och folkrocklåtar. Vid den tiden höll de fortfarande på att lära sig spela och utveckla sin egen stil med Bucks särpräglade, skramliga gitarrspel och Stipes kryptiska texter. Under sommaren 1981 spelade de in sin första singel, "Radio Free Europe", hos Mitch Easter's Drive-In Studios. Den släpptes på den lokala etiketten Hib-Tone i endast 1000 exemplar. Singeln blev en hit på studentradion och toppade Village Voice's årsslutsundersökning av Bästa indiesinglar. Deras country/folkmusikaktiga ljudbild präglades av drivande basgångar och en iver som påminde om The Who i deras tidiga mods-fas. Detta tillsammans med Stipes röst och hans nästan outgrundliga texter gjorde R.E.M.s sound unikt i det tidiga 1980-talets postpunkera.

### "The I.R.S. years" (1982–1987)
Det positiva mottagandet av singeln "Radio Free Europe" väckte större independentbolags intresse. Tidigt 1982 skrev bandet på för I.R.S. Records och började arbeta med sin debut-EP Chronic Town (även denna tillsammans med Easter). Skivan illustrerade deras musikaliska stil, skramliga gitarrer, plockade ackord, mumlande sång och texter som oftast undvek de vanliga ämnena i populärmusiken. Inför lanseringen flög bandet till Kalifornien för att spela in en video till låten "Wolves, Lower", vilken ungefär bestod av bandet framförande studioinspelningen. Stipe tyckte att han såg fånig ut och svor på att han aldrig mer skulle mima på en musikvideo igen.
Vid inspelningen av debutalbumet bestämde skivbolaget att de skulle arbeta med producenten Stephen Hague, men redan efter en låt protesterade bandet. Under inspelningen tvingade Hague Bill Berry att göra mängder av tagningar och lade sedan på syntar efter bandet var färdiga. Bolaget gav med sig och gick med på en testsession där bandet tilläts återvända till North Carolina för att spela in "Pilgrimage" med Easter och hans producentpartner Don Dixon. Efter att ha hört resultatet gav bolaget grönt ljus och bandet började välja ut och spela in låtar från sin digra samling originalmaterial.
Det färdiga albumet Murmur mottogs och hyllades av kritikerna och utsågs av tidningen Rolling Stone till bästa album 1983. Skivan togs emot väl av studentradion och framgångarna förde in den bland Top 40 på Billboards albumlista. En nyinspelad version av "Radio Free Europe" blev huvudsingeln från skivan. Nämnas kan även "Perfect Circle" med sitt pianospel, "Sitting Still" (en nyinspelning av B-sidan på Hib-Tonesingeln) och "Talk About the Passion", som gavs ut som singel 1988. Albumframgångarna ledde även till deras första nationella TV-framträdande på Late Night with David Letterman, där de framförde en ny, icke namngiven sång.
Den icke namngivna sången, sedermera döpt till "So. Central Rain", blev första singeln på deras nästa skiva, Reckoning. Återigen återvände de för att arbeta med Easter och Dixon vilket resulterade i ett verk ganska likt föregångaren. Deras rutin från turnerandet gjorde att kvartetten endast behövde tolv dagar för att spela in skivan. Liksom tidigare skrev Stipe sina texter dunkla och mångtydiga, vilket fått många fans att försöka tolka dem. En av de tydligare sångerna kom på den andra singeln, "(Don't Go Back To) Rockville", skriven av Mills. Medan mainstreamradion ansåg att skivan var för okommersiell höjde studentradion den till skyarna och bandets rykte växte.

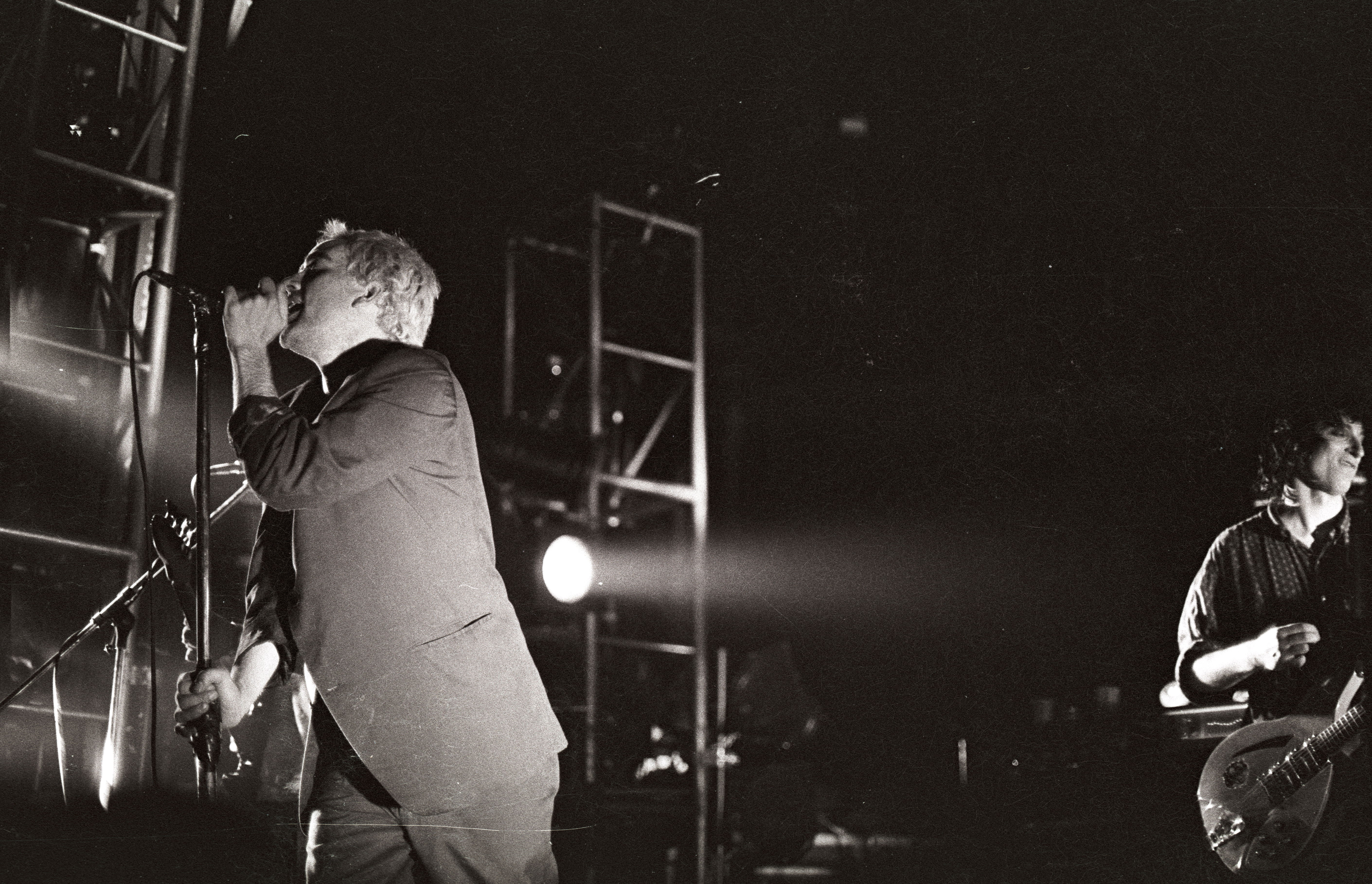
Michael Stipe (vänster) och Peter Buck under en konsert i Gent 1985

Inför sitt tredje album, Fables of the Reconstruction, bestämde de sig för att totalt ändra riktning. Efter att ha övervägt ett flertal olika producenter bestämde de sig slutligen för Joe Boyd, kanske mest känd för sitt arbete med kultfavoriten Nick Drake. R.E.M. reste till England lagom för att uppleva en kall och regnig Londonvinter. De fann inspelningen oväntat svår och hemlängtan och spänningar inom bandet gjorde att de, enligt rykten, var nära att splittras. Dysterheten och dunklet som omgav inspelningarna kom dock att utgöra själva stommen i skivan och influerade till ett album som var mörkare och drömskare än vad de tidigare presterat. Textmässigt började Stipe komma ur sitt skal och började skriva berättelser påminnande om "Southern Mythology" och berättade i en intervju från 1985 att han inspirerats av tanken på "the whole idea of the old men sitting around the fire, passing on ... legends and fables to the grandchildren". Medan Fables singlar återigen mestadels ignorerades av mainstreamradion såg de att deras publik bland studentradions lyssnare fortsatte att växa. Fyra års obevekligt turnerande började ge ordentlig utdelning och de uppträdde på större och större arenor. 1986 hade R.E.M. blivit det tongivande collegebandet.
Till det nästkommande albumet kom de att sikta på ett hårdgående rockalbum och de anlitade John Mellencamps producent Don Gehman att leda sessionerna. Resultatet, Lifes Rich Pageant, kom att bli en milsten för deras karriärs andra stadium. Utan kommersiella intentioner kom bandets musik att bli mer lättillgänglig och Stipes sång kom slutligen att ta en framträdande roll. Buck diskuterade om skillnaden i en intervju med Chicago Tribune 1986: "Michael is getting better at what he's doing, and he's getting more confident at it. And I think that shows up in the projection of his voice".
Vid samma tid kom Stipe fram till att han verkligen hade något att säga. I en intervju med MTV påpekade han att om hans röst ändå hördes så kunde han lika väl säga vad han tänkte. På skivan Lifes Rich Pageant berörde Stipes texter ett stort antal skilda ämnen, med en starkare betoning mot politik och miljöfrågor. "Fall on Me" handlade om luftföroreningar, medan "Cuyahoga" berörde floden i Ohio med samma namn, vilken 1969 var så förorenad att den fattade eld. Där fanns även en version av Cliques "Superman", där Mike Mills sjunger, som blev en populär singel på studentradion. Albumet fortsatte trenden att sälja mer än sin föregångare och hamnade som bäst på tjugoförsta plats på Billboardlistan.
Som uppföljare till den framgångsrika Lifes Rich Pageant släppte I.R.S. Dead Letter Office, en samling B-sidor, outgivet överblivet material.
Med deras sista album hos I.R.S. inledde de vad som kom att bli ett mångårigt samarbete med producenten Scott Litt. Ivriga att göra en hårdare och rockigare skiva eliminerade de mycket av det som gjort de tidiga albumen speciella, till exempel Bucks plockade ackord och Stipes lågmälda sång. En reaktion till 1980-talets politiska klimat under Reagans styre resulterade i några av Stipes mest öppet politiska texter, i synnerhet "Welcome to the Occupation" och "Exhuming McCarthy". Det fulländade albumet, Document, var början på bandets väg mot att bli mainstream.
Den första singeln, "The One I Love", hamnade på Top-40 i radio och under de efterföljande månaderna blev den, kanske tack vare att många missförstod texten, en populär hälsning till nära och kära grundat på frasen "This one goes out to the one I love", men den påföljande raden "a simple prop to occupy my time" förändrar budskapet en aning. Stipe lär ha sagt att han brukar hålla sig öppen för tolkningar och det kanske var lika bra att låta folk tro att det är en kärlekssång för tillfället. Trots tvetydigheten blev sången deras första stora singel och den nådde niondeplatsen på Billboards singellista. Skivans andra singel, "It's the End of the World as We Know It (and I Feel Fine)", var en domedagsramsa som påminner om Bob Dylans "Subterranean Homesick Blues". Trots att den inte slog hos allmänheten på radio blev videon en favorit på MTV.
R.E.M.:s år på I.R.S. summerades 1988 med samlingen Eponymous. Den omfattade de flesta singlar samt även rariteter som till exempel originalversionen av "Radio Free Europe", en version av "Gardening at Night" där Stipe sjunger ut i stället för den dämpade versionen på Chronic Town samt en version av "Finest Worksong" med blås, som enligt Buck hade kommit med på Document ifall instinkten fått råda. Albumet kom att betraktas som något av ett "Greatest Hits"-album trots att det egentligen inte var avsikten.

### Riktiga superstjärnor (1988–1997)
1988 skrev R.E.M. på ett kontrakt omfattande fem skivor med skivjätten Warner Brothers Records och släppte Green. Detta var bandets första riktigt stora marknadsföring med en världsturné 1989 på de stora arenorna. En del gamla fans klagade på att bandet blivit för kommersiellt och att musikkvaliteten sjunkit, men bandet hade nu uppmärksammats på den internationella musikscenen, med radiohits som "Stand" och fortsatt sitt politiska intresse med antikrigshymnen "Orange Crush" och "World Leader Pretend" som var den första låten där texten fanns med på inlagan av konvolutet.
R.E.M. återförenades i mitten av 1990 för att spela in sitt sjunde album, Out of Time, som släpptes våren 1991 och kom att bli bandets första topplistesatsning i både USA och Storbritannien. Det var ett frodigt folk- och countrypräglat popalbum med ett bredare ljudutbud än tidigare, med bland annat ett samarbete med rapparen KRS-One på öppningsspåret "Radio Song". Förstasingeln "Losing My Religion" blev deras största pophit, den nådde en fjärdeplats i USA och är troligen fortfarande deras mest kända sång. Videon var den sista där Stipe inte läppsynkade sin sång exakt. De fick även en top-tio hit med låten "Shiny Happy People", en av tre låtar där kollegan Kate Pierson från Athensbandet The B-52’s medverkade. Mike Mills bidrog med ledsång på "Near Wild Heaven" och "Texarkana". På grund av att bandet var utmattade av turnén med Green valde de att stanna hemma, men trots detta blev Out of Time deras dittills största album och det sålde över fyra miljoner exemplar i USA och låg två veckor på topplistan.
Efter några månaders ledighet 1991 återvände de till studion för att spela in nästa skiva. Hösten 1992 lanserade de den mörka, meditativa Automatic for the People. Fastän de utlovat en hårdare och rockigare efterföljare till de mjukare formerna från Out of Time blev Automatic tvärtom ännu lugnare och mjukare, med flera låtar utsmyckade med stråkarrangemang av Led Zeppelin-basisten John Paul Jones. Många låtar innehöll återigen mandolin och även melodika och piano spelade av Mills. Det mer akustiska ljudet kom sig av Bucks inflytande, efter att ha producerat Uncle Tupelos March 16-20, 1992. Liksom sin föregångare blev Automatic en fyrfaldig platinasuccé som genererade hitsinglarna "Man on the Moon", "Drive" och Stipes anti-självmordshymn "Everybody Hurts", med musik av Berry. Skivan sålde hela 15 miljoner exemplar världen över trots det faktum att de återigen beslutade sig att inte göra någon turné samt skivans kryptiska texter om så melankoliska ämnen som död, politik och sexuell avund. Den är fortfarande deras mest globalt hyllade skiva.
Efter att ha plockat ihop nästan två studioalbum bestämde R.E.M. sig 1994 att återigen vara ett rockband. Trots att skivan uppfattas som en återgång till rötterna var inspelningen av den grunge-influerade Monster krånglig och plågad av spänningar. Detta, deras nionde album, innehöll körsång av Thurston Moore från Sonic Youth på låten "Crush With Eyeliner", och klagovisan "Let Me In" till Stipes bortgångne vän Kurt Cobain. Singeln "What’s the Frequency, Kenneth?" visade sig bli en allmän hit och Monster blev deras snabbast säljande skivan dittills som gick rakt in på topplistorna och fick fina recensioner från kritikerna. Men många uttryckte missnöje över bandets influenser av glamrock och ansåg dem vara en besvikelse jämfört med deras tidigare djup.
Åtnjutande sin största popularitet i karriären gav de sig i januari 1995 ut på sin första turné på sex år. Första mars, knappt två månader in på turnén kollapsade Berry på scen under ett framträdande i Lausanne i Schweiz på grund av vad som visade sig vara en hjärnaneurysm. Han opererades omedelbart och var helt återställd inom en månad. Den femtonde maj fortsatte turnén i Mountain View, Kalifornien två månader efter Berrys operation, men hans sjukdom var bara början av händelserna som fick turnén att leva upp till sitt (ironiska) namn the Monster Tour. Mills fick genomgå en magoperation och en månad senare fick Stipe akut behandling av ett bråck.
Trots alla problem blev turnén en kassasuccé och bandet hade samtidigt spelat in grunden till ett nytt album. Detta efter inspiration från Radiohead, som hade spelat in grunderna till albumet The Bends under en turné. Så de inhandlade åttakanals bandspelare och spelade in framträdandena, vilka sedan användes som grunder till skivan. Detta ledde till att även hjälpmusiker, som bland andra Nathan December och Scott McCaughey, kom att medverka på skivan. Efter turnén gick bandet in i studion och spelade in återstående fyra spår.
Kort före dess utgivning, vilken skulle fullfölja deras kontrakt, tecknade de 1996 ett nytt kontrakt med Warner Brothers vilket gav det dittills största förskottet på ett skivkontrakt, hela 80 miljoner dollar för ytterligare fem album.
New Adventures in Hi-Fi från 1996 var färglöst och grovt producerat och deras längsta skiva, med låtar som den sju minuter långa "Leave" komponerad av Berry och "E-Bow the Letter" i samarbete med sångerskan Patti Smith, vilken var en av Stipes tidigaste influenser. New Adventures in Hi-Fi är en favorit bland många fans, då den visar upp smakprov på de flesta sidor av bandet genom åren. Reaktionerna på skivan var blandade. Många kritiker prisade den för sin rika blandning, medan andra kritiserade dess tomma och platta sound på grund av sättet som inspelningarna gjordes under turnén. Men i åtanke av storleken på kontraktet blev albumet ett ekonomiskt bakslag mot bandets kommersiella framgångar. Fastän skivan gick in som tvåa i USA och etta i Storbritannien kom det aldrig någon hitsingel och skivan sålde bara hälften av vad Out of Time gjorde.
I mars 1997 samlades bandet i Bucks sommarstuga på Hawaii, där de påbörjade inspelningen av demos av material de skrivit i Athens föregående månad. De tog tillfället i akt att bygga upp ett nytt sound, med bland annat trummaskiner och gamla synthesizers från 1960- och 70-talen. Berry ombads att hitta på lite trummönster till trummaskiner tills nästa sammankomst i Athens i oktober.
Sju månader senare samlades de i West Clayton Street studio för att inleda repetitionerna inför den nya skivan och för att spela in lite, men Berry dök inte upp. Den 20 oktober skulle de börja spela in den nya skivan, men detta ställdes in. En vecka senare informerade bandet skivbolaget att Berry var på väg att lämna bandet.
Med detta avhopp förlorade bandet mer än bara sin batterist. Berry bidrog ofta med insatser på andra instrument, sång vid inspelningar och även som låtskrivare med bland annat "Man on the Moon", "Perfect Circle", "Everybody Hurts", "Find the River" och "Leave". Stipe medgav att det skulle bli ett annat band hädanefter: "For me, Mike, and Peter, as R.E.M... are we still R.E.M.? I guess a three-legged dog is still a dog. It just has to learn to run differently." (fri översättning: För mig, Mike och Peter som R.E.M... är vi fortfarande R.E.M.? Jag antar att en trebent hund fortfarande är en hund. Den får bara lära sig att springa annorlunda.)

### Efter Berrys avhopp (1998–2011)
Efter att ha tagit en timeout för att samla sina tankar, rest och vilat återvände de kvarvarande medlemmarna till Toast Studios i San Francisco för att arbeta med sitt nästa album. De avslutade sitt långa samarbete med producenten Scott Litt och han ersattes av Pat McCarthy, assisterad av ljudteknikern Nigel Godrich. I stället för att skaffa en ny permanent trumslagare använde de sig av trummaskiner och vid sammankomster anlitades Barrett Martin som tidigare spelat i Screaming Trees och Joey Waronker som turnerat med Beck.
Under inspelningsarbetet var bandet nära att splittras helt på grund av inbördes spänningar, vilket kan vara anledningen till att skivan anses låta något ansträngd och melankolisk. Trots detta landade Up på topp-tio i både USA och Storbritannien 1998. Fastän Stipe sjungit tydligt i nästan tio år blev Up ett avsteg från deras textmässiga oklarhet genom att alla låttexterna trycktes och medföljde skivan. Up var även deras näst längsta skiva och dess drömska och ofta elektroniska sound upprörde en del gamla fans som fortfarande sörjde Berrys avhopp. De hade egentligen inte för avsikt att göra någon uppföljande turné, men efter en rad lyckade marknadsföringskonserter ändrade de sig och ordnade med en fyramånaders arenaturné runt Europa och Amerika sommaren 1999.
Ett år senare bidrog de med sången "The Great Beyond" till filmen Man on the Moon, med Jim Carrey i huvudrollen som komikern Andy Kaufman. Filmen var för övrigt döpt efter R.E.M.-sången från 1992 som refererade till Kaufman i texten.
2001 års album, Reveal, följde upp bandets mer återhållsamma känsla och dess folkpopsånger höljdes i lager av produktionseffekter. Fast det innehöll även hitsingeln "Imitation of Life" som kan ses som en återgång mot deras ursprungliga stil och skivan influerades kraftigt av Brian Wilsons somriga låtar. Trummisar på Reveal var Waronker, Scott McCaughey (som bildat The Minus 5 ihop med Peter Buck) samt Ken Stringfellow från Posies. Stringfellow ingick även som musiker vid deras liveframträdanden under denna period. Skivan fick blandade recensioner från pressen på båda sidor av Atlanten, dock mer positiva från Storbritanniens press. R.E.M. valde denna gång att inte turnera, utan gjorde i stället tre stora konserter: Köln, inför 80 000 personer, Trafalgar Square i London inför 20 000 och på Yonge Street i Toronto, även där 20 000.

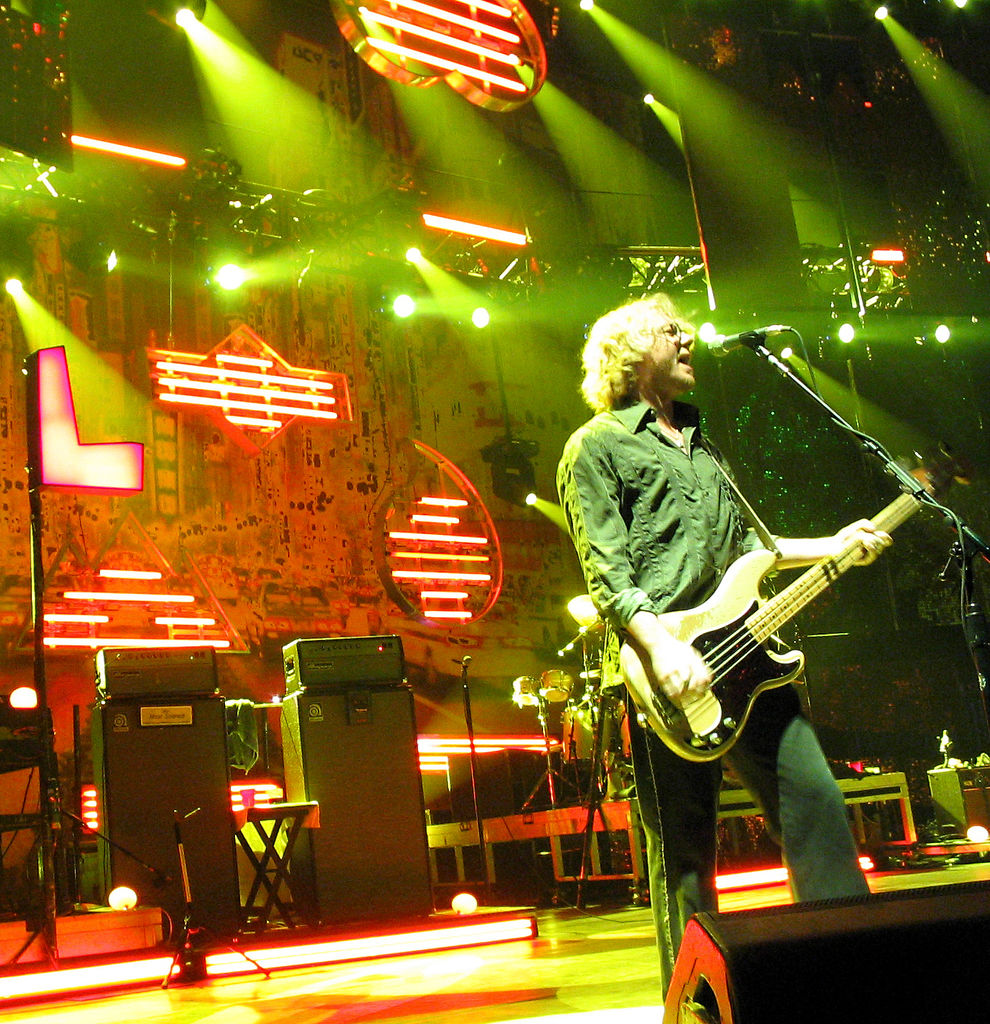
Mike Mills med R.E.M. 2003

De sålde fortfarande bra i Europa och resten av världen, men i USA började de återgå till sin gamla kultstatus, fast utan påbackning av studentradion.
Åren därpå började bandet rota bland gammalt material och gjorde en nyinspelning av "All the Right Friends" från 1980 till filmen Vanilla Sky. Singeln "Bad Day" från 2003 kom från en demo från 1986, då kallad "P.S.A." och var även början till "It's the End of the World As We Know It (And I Feel Fine)". Fastän de tidigare inte haft för avsikt att släppa någon greatest hits kom samlingen In Time: The Best of R.E.M. 1988-2003 att sälja riktigt bra och gav upphov till en turné med både gamla hits och obskyra publikfavoriter, vilket ingav hopp inför framtiden.
Under en konsert 2003 i Raleigh, North Carolina, dök Berry upp och sjöng med i "Radio Free Europe" och spelade trummor till "Permanent Vacation". Det var första gången han spelat med bandet sedan hans avhopp, men han har sedan dess framträtt med bandet flera gånger.
2004 kom Around the Sun som fick det svalaste mottagandet av alla deras tretton skivor och fick tämligen dåliga recensioner. Stipe hade antytt att det skulle vara primitivt och ylande och bandet hade lagt ut en politisk protestsång, "Final Straw", för fri nedladdning på internet under invasionen av Irak, vilket fick fans att tro på en återgång till rötterna. Albumet kom i stället att bli än mer producerat än Reveal, fast med några av Stipes mest personliga texter.
Till skivan och på följande turné anlitades Bill Rieflin som heltids-trumslagare. Rieflin hade tidigare varit medlem i Ministry. I ett pressmeddelande noterade Stipe att Buck tagit med Rieflin i hopp om att föra bandet i en ny riktning, men Rieflin anses inte vara en ersättare för Berry och R.E.M. är fortfarande officiellt en trio.
I slutet av 2004 turnerade bandet ihop med Bruce Springsteen, Pearl Jam, Bright Eyes och andra i Vote for Change Tour för att stödja presidentkandidaten John Kerry. De släppte även ett antal låtar på Itunes med gamla, ändrade och nya låtar samt kommentarer av dem själva. Hela 2005 var de ute på en världsomspännande turné, den första sedan Monster Tour tio år tidigare. Under turnén i juli månad deltog de i Live 8. En planerad spelning på samma plats, Hyde Park i London, en vecka senare ställdes in på grund av terrorbombningarna i London den 7 juli. Därefter tog bandet ett långt uppehåll.
Den 16 september 2006 uppträdde bandet, inklusive Berry, på en hyllningsceremoni till deras inträde i Georgia Music Hall of Fame. I mars 2007 valdes de in i Rock and Roll Hall of Fame. Även då uppträdde Berry med bandet och de spelade låtarna "Begin the Begin", "Gardening at Night", "Man on the Moon" och The Stooges "I Wanna Be Your Dog".
2007 valde man att för första gången officiellt ge ut ett livealbum R.E.M. Live.  Skivan spelades in i Dublin och visade upp ett mer rockinfluerat R.E.M., en återgång mot hur de lät på Lifes Rich Pageant. Flera lite oväntade låtval fanns med och även en ny låt "I'm Gonna DJ". Tillsammans med vanliga skivan kom även en dvd av konserten. Omdömena blev mestadels positiva om den vanliga cd:n, medan dvd:n kritiserades starkt för sitt röriga upplägg.
Albumet Accelerate spelades in under 2007 i Vancouver och Dublin, med producenten Jacknife Lee. Det gavs ut i mars 2008 och följdes av en världsturné.
2011 släpptes albumet Collapse into Now, som kom att bli bandets sista. Den 21 september 2011 meddelade bandet i ett uttalande att man splittrats.

## Diskografi

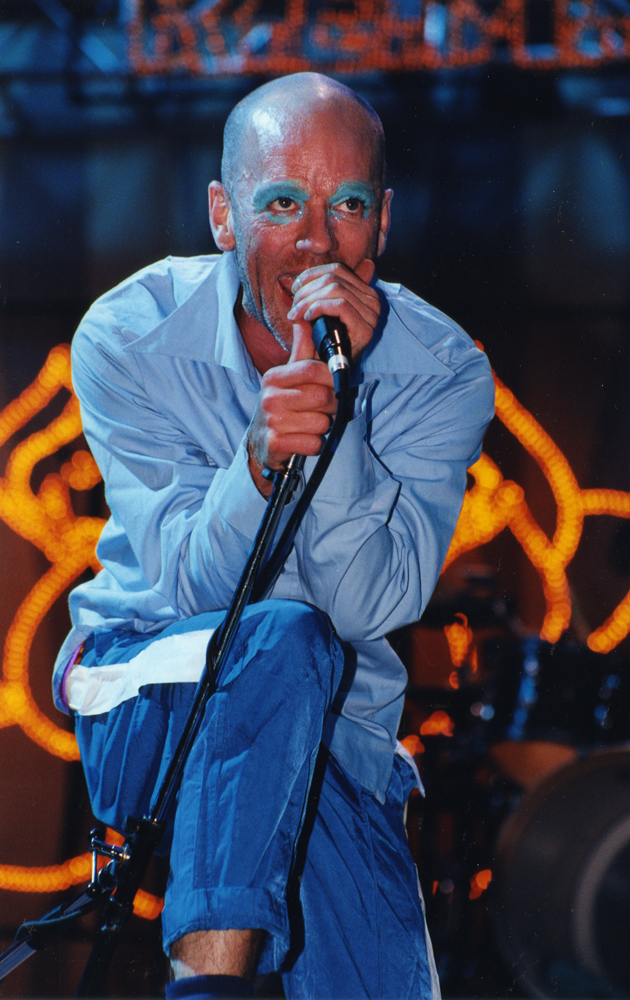
Michael Stipe 2005.

### Studioalbum
- 1983 – Murmur
- 1984 – Reckoning
- 1985 – Fables of the Reconstruction
- 1986 – Lifes Rich Pageant
- 1987 – Document
- 1988 – Green
- 1991 – Out of Time
- 1992 – Automatic for the People
- 1994 – Monster
- 1996 – New Adventures in Hi-Fi
- 1998 – Up
- 2001 – Reveal
- 2004 – Around the Sun
- 2008 – Accelerate
- 2011 – Collapse into Now

### EP
- 1982 – Chronic Town

### Livealbum
- 2007 – R.E.M. Live
- 2009 – Live at The Olympia

### Samlingsalbum
- 1987 – Dead Letter Office
- 1988 – Eponymous
- 1994 – Singles Collected
- 2002 – r.e.m.IX
- 2003 – In Time: The Best of R.E.M. 1988-2003
- 2006 – And I Feel Fine... The Best of the I.R.S. Years 1982-1987